# Griekenland op het Europees kampioenschap voetbal 2008
Griekenland had als uittredend Europees kampioen een favorietenrol, die de ploeg niet kon waarmaken. Griekenland had als tegenstanders Zweden, Spanje en Rusland in groep D. De ploeg verliet het Europees Kampioenschap puntloos. Het was de derde keer dat Griekenland meedeed aan een EK, na optredens in 1980 en 2004.

## Selectie
| Po. | Naam                   | Club                |
| G   | Antonios Nikopolidis   | Olympiakos Piraeus  |
| G   | Konstantinos Chalkias  | Aris Saloniki       |
| G   | Alexandros Tzorvas     | OFI Kreta           |
| D   | Giourkas Seitaridis    | Atlético Madrid     |
| D   | Christos Patsatzoglou  | Olympiakos Piraeus  |
| D   | Traianos Dellas        | AEK Athene          |
| D   | Vasilis Torosidis      | Olympiakos Piraeus  |
| D   | Yannis Goumas          | Panathinaikos FC    |
| D   | Nikos Spiropoulos      | Panionios           |
| D   | Loukas Vyntra          | Panathinaikos FC    |
| D   | Sotirios Kyrgiakos     | Eintracht Frankfurt |
| D   | Paraskevas Antzas      | Olympiakos Piraeus  |
| M   | Angelos Basinas        | RCD Mallorca        |
| M   | Stelios Giannakopoulos | Bolton Wanderers    |
| M   | Giorgos Karagounis     | Panathinaikos FC    |
| M   | Kostas Katsouranis     | SL Benfica          |
| M   | Alexandros Tziolis     | Panathinaikos FC    |
| A   | Georgios Samaras       | Manchester City     |
| A   | Angelos Charisteas     | FC Nürnberg         |
| A   | Theofanis Gekas        | Bayer Leverkusen    |
| A   | Ioannis Amanatidis     | Eintracht Frankfurt |
| A   | Dimitrios Salpigidis   | Panathinaikos FC    |
| A   | Nikos Lyberopoulos     | AEK Athene          |

## Kwalificatie
| Land                  | Wed | Win | Gel | Ver | DV | DT | +/- | Pnt |
| --------------------- | --- | --- | --- | --- | -- | -- | --- | --- |
| Griekenland           | 12  | 10  | 1   | 1   | 25 | 10 | 15  | 31  |
| Turkije               | 12  | 7   | 3   | 2   | 25 | 11 | 14  | 24  |
| Noorwegen             | 12  | 7   | 2   | 3   | 27 | 11 | 16  | 23  |
| Bosnië en Herzegovina | 12  | 4   | 1   | 7   | 16 | 22 | -6  | 13  |
| Moldavië              | 12  | 3   | 3   | 6   | 12 | 19 | -7  | 12  |
| Hongarije             | 12  | 4   | 0   | 8   | 11 | 22 | -11 | 12  |
| Malta                 | 12  | 1   | 2   | 9   | 10 | 31 | -21 | 5   |

| 2 september 2006  | Moldavië              | 0 - 1 | Griekenland           |  |
| 7 oktober 2006    | Griekenland           | 1 - 0 | Noorwegen             |  |
| 11 oktober 2006   | Bosnië en Herzegovina | 0 - 4 | Griekenland           |  |
| 24 maart 2007     | Griekenland           | 1 - 4 | Turkije               |  |
| 28 maart 2007     | Malta                 | 0 - 1 | Griekenland           |  |
| 2 juni 2007       | Griekenland           | 2 - 0 | Hongarije             |  |
| 6 juni 2007       | Griekenland           | 2 - 1 | Moldavië              |  |
| 12 september 2007 | Noorwegen             | 2 - 2 | Griekenland           |  |
| 13 oktober 2007   | Griekenland           | 2 - 1 | Bosnië en Herzegovina |  |
| 17 oktober 2007   | Turkije               | 0 - 1 | Griekenland           |  |
| 17 november 2007  | Griekenland           | 5 - 0 | Malta                 |  |
| 21 november 2007  | Hongarije             | 1 - 2 | Griekenland           |  |

## Euro 2008
| Land        | Wed | Win | Gel | Ver | DV | DT | +/− | Pnt |
| ----------- | --- | --- | --- | --- | -- | -- | --- | --- |
| Spanje      | 3   | 3   | 0   | 0   | 8  | 3  | +5  | 9   |
| Rusland     | 3   | 2   | 0   | 1   | 4  | 4  | 0   | 6   |
| Zweden      | 3   | 1   | 0   | 2   | 3  | 4  | -1  | 3   |
| Griekenland | 3   | 0   | 0   | 3   | 1  | 5  | -4  | 0   |

|                        |             |           |                                           |                                                                                      |
| 10 juni 2008 20:45 uur | Griekenland | 0 – 2     | Zweden                                    | Wals-Siezenheim, Salzburg Toeschouwers: 31,063 Scheidsrechter: Massimo Busacca (SUI) |
| 10 juni 2008 20:45 uur |             | (details) | 67' Zlatan Ibrahimović 72' Petter Hansson | Wals-Siezenheim, Salzburg Toeschouwers: 31,063 Scheidsrechter: Massimo Busacca (SUI) |

|                        |             |           |                         |                                                                                      |
| 14 juni 2008 20:45 uur | Griekenland | 0 – 1     | Rusland                 | Wals-Siezenheim, Salzburg Toeschouwers: 31,063 Scheidsrechter: Roberto Rosetti (ITA) |
| 14 juni 2008 20:45 uur |             | (details) | 33' Konstantin Zyrjanov | Wals-Siezenheim, Salzburg Toeschouwers: 31,063 Scheidsrechter: Roberto Rosetti (ITA) |

|                        |                        |           |                                      |                                                                                  |
| 18 juni 2008 20:45 uur | Griekenland            | 1 – 2     | Spanje                               | Wals-Siezenheim, Salzburg Toeschouwers: 30,883 Scheidsrechter: Howard Webb (ENG) |
| 18 juni 2008 20:45 uur | Angelos Charisteas 42' | (details) | 61' Rubén De la Red 88' Daniel Güiza | Wals-Siezenheim, Salzburg Toeschouwers: 30,883 Scheidsrechter: Howard Webb (ENG) |

Groep A:  Zwitserland ·  Tsjechië ·  Portugal ·  Turkije
Groep B:  Oostenrijk ·  Kroatië ·  Duitsland ·  Polen
Groep C:  Roemenië ·  Frankrijk ·  Nederland ·  Italië
Groep D:  Spanje ·  Rusland ·  Griekenland ·  Zweden
EPO · A-internationals · Bondscoaches · Selecties · Grieks vrouwenelftal · Olympisch elftal · Griekenland U21 · Griekenland U20 · Griekenland U19 · Griekenland U18 · Griekenland U17 · Griekenland U16
1920 – 1929 ·
1930 – 1939 ·
1940 – 1949 ·
1950 – 1959 ·
1960 – 1969 ·
1970 – 1979 ·
1980 – 1989 ·
1990 – 1999 ·
2000 – 2009 ·
2010 – 2019 ·
2020 − 2029
EK 1980 · 
EK 2004 · 
EK 2008 · 
EK 2012
WK 1994 · 
WK 2010 · 
WK 2014
OS 1920 · 
OS 1952 · 
OS 2004
1920 · 
1921–1928 · 
1929 · 
1930 · 
1931 · 
1932 · 
1933 · 
1934 · 
1935 · 
1936 · 
1937 · 
1938 · 
1939–1947 · 
1948 · 
1949 · 
1950 · 
1952 · 
1952 · 
1953 · 
1954 · 
1955 · 
1956 · 
1957 · 
1958 · 
1959 · 
1960 · 
1961 · 
1962 · 
1963 · 
1964 · 
1965 · 
1966 · 
1967 · 
1968 · 
1969 · 
1970 · 
1971 · 
1972 · 
1973 · 
1974 · 
1975 · 
1976 · 
1977 · 
1978 · 
1979 · 
1980 · 
1981 · 
1982 · 
1983 · 
1984 · 
1985 · 
1986 · 
1987 · 
1988 · 
1989 · 
1990 · 
1991 ·
1992 · 
1993 · 
1994 · 
1995 · 
1996 · 
1997 · 
1998 · 
1999 · 
2000 · 
2001 · 
2002 · 
2003 · 
2004 · 
2005 · 
2006 · 
2007 · 
2008 · 
2009 · 
2010 · 
2011 · 
2012 · 
2013 · 
2014 · 
2015 · 
2016 · 
2017 · 
2018 ·
2019 ·
2020 ·
2021 ·
2022 ·
2023
Albanië ·
Argentinië ·
Armenië ·
Australië ·
België ·
Bolivia ·
Bosnië en Herzegovina ·
Brazilië ·
Bulgarije ·
Canada ·
Chili ·
Colombia ·
Costa Rica ·
Cyprus ·
Denemarken ·
DDR · 
Duitsland ·
Ecuador · 
Egypte ·
El Salvador ·
Engeland ·
Estland ·
Ethiopië ·
Faeröer ·
Finland ·
Frankrijk ·
Georgië ·
Ghana ·
Gibraltar ·
Honduras ·
Hongarije ·
Ierland ·
IJsland ·
Israël ·
Italië ·
Ivoorkust ·
Japan ·
Joegoslavië ·
Kameroen ·
Kazachstan ·
Kosovo ·
Kroatië ·
Letland ·
Libië ·
Liechtenstein ·
Litouwen ·
Luxemburg ·
Malta ·
Marokko ·
Mexico ·
Moldavië ·
Montenegro ·
Nederland ·
Nieuw-Zeeland ·
Nigeria ·
Noord-Ierland ·
Noord-Korea · 
Noorwegen ·
Oekraïne ·
Oostenrijk ·
Palestina ·
Paraguay · 
Polen ·
Portugal ·
Qatar ·
Roemenië ·
Rusland ·
San Marino ·
Saoedi-Arabië · 
Schotland ·
Senegal · 
Servië · 
Slovenië ·
Slowakije ·
Sovjet-Unie ·
Spanje ·
Syrië ·
Tsjechië ·
Tsjecho-Slowakije ·
Turkije ·
Verenigde Staten ·
Wales ·
Wit-Rusland · 
Zuid-Korea ·
Zweden ·
Zwitserland
Colombia (2014) · 
Costa Rica (2014) · 
Duitsland (2012) · 
Ivoorkust (2014) · 
Japan (2014) ·
Polen (2012) ·
Portugal (2004, 2) · 
Rusland (2008) ·
Rusland (2012) ·
Spanje (2008) ·
Tsjechië (2012) ·
Zuid-Korea (2010) ·
Zweden (2008)